# 빌 스윗저
빌 스윗저(Bill Switzer, 1984년 3월 28일 ~ )는 캐나다의 배우, 텔레비전 배우이다.
밴쿠버에서 태어났다.

## 영화
- 캠퍼스 컨닝왕 (2002년)
- 기동전사 건담 시드 (2002년)
- 메일 투 더 치프 (2000년)
- 라이스 아저씨의 비밀 (2000년)
- 엑스맨 - 에볼루션 (2000년)
- 락트 인 사일런스 (1999년)
- 무한의 리바이어스 (1999년)
- 크리스마스 리스트 (1997년)
- 크리미널 파일 (1997년)
- 콜 투 리멤버 (1997년)
- 기동전사 건담 - 역습의 샤아 (1988년) - 하사웨이 노아 더빙 목소리 역